# Hahnia molossidis
Hahnia molossidis là một loài nhện trong họ Hahniidae.
Loài này thuộc chi Hahnia. Hahnia molossidis được Paolo Marcello Brignoli miêu tả năm 1979.